# Melodía Stereo
Melodía Stéreo es una cadena de radio colombiana operada por la Cadena Melodia de Colombia.

## Historia
Inició sus transmisiones en 1967, con la intención de emitir música instrumental y ambiental. Durante tres años, hasta 1970, se fueron con la HJCK la única emisora de FM en funcionamiento en Bogotá; Melodía Stereo ocupó el dial 96.9 durante 45 años. Después de 1970 se abrieron varias frecuencias en esa banda. 
La emisora cesó su operación en FM, que funcionaba en la frecuencia HJMD 96.9 de Bogotá luego de 45 años, y pasó a transmitir el formato de música ambiental en 730 AM luego de 65 años de Bogotá y en www.melodiastereo.com . Este cambio significó la salida del aire de Radio Líder, emisora noticiosa y de música romántica que operaba en la frecuencia que ahora ocupa Melodía Stereo, siendo estas cerradas el 28 de octubre de 2016 pasando a arriendo de Valorem de Caracol Televisión.

## Programación
Desde sus primeras emisiones, se ha contado con la presencia periodística de Gerardo Páez Mejía, director  del  programa Últimas Noticias , con breves intervenciones de sus locutores y periodistas, cubriendo el acontecer de Bogotá, la nación y el mundo . Mantienen al aire Cundinamarca al día el tradicional noticiero del departamento. Además de las noticias en español de la Voz de América y RFI , de 6.00 a 9.00 am  se combina las noticias con música instrumental y pinceladas de clásicos en inglés con las secciones de Flashback que presenta Jimmy Villareal .
Otro de sus programas es El personaje líder de la Semana, a través del cual se entrevistan a algunas personalidades del momento en Colombia y el mundo, entre ellos han estado Cecilia María Vélez White, Florence Thomas , entre otros.

## Frecuencias
Tiene cobertura principalmente en el centro del país (Bogotá, Medellín, y los departamentos de Cundinamarca, Boyacá, Tolima, norte del Huila y el este de Caldas).
| Ciudad                      | Emisora           | Dial    | Última Emisión                                                          |
| --------------------------- | ----------------- | ------- | ----------------------------------------------------------------------- |
| Bogotá                      | Melodía FM Stereo | 96.9 FM | 30 de junio de 2012, actualmente es La Kalle de Caracol Televisión      |
| Bogotá                      | Melodía Stereo    | 730 AM  |                                                                         |
| Bucaramanga                 | Radio Melodía     | 1080 AM | 31 de diciembre de 2023, actualmente es Blu Radio de Caracol Televisión |
| Paratebueno - Villavicencio | Melodía Stereo    | 95.8 FM |                                                                         |
| Nilo                        | Melodía Stereo    | 88.6 FM |                                                                         |
| La Unión                    | Melodía Stereo    | 89.2 FM | Hasta el 2017, actualmente es Blu Radio de Caracol Televisión           |
| Cali                        | Radio Melodía     | 1350 AM | Hasta el 2002, actualmente es Radio Armonía                             |